# جيرالد هنري فيتزموريس
جيرالد هنري فيتزموريس (15 يوليو 1865 - 23 مارس 1939) دبلوماسي بريطاني.
جيرالد هنري فيتزموريس هو دبلوماسي بريطاني. وُلد في مدينة دبلن. وهو ينحدر من فرعٍ ثانوي من عائلة بيتي فيتزموريس .انضم إلى الخدمة القنصلية لبلاد الشام في عام 1888. وفي شهر ديسمبر من العام 1902 تم تعيينه في اللجنة المشتركة المختصة بترسيم الحدود بين مستوطنة عدن الخاضعة للحكم البريطاني والقبائل الداخلية الموالية للإمبراطورية العثمانية .تقلد فيتزموريس منصب القنصل البريطاني في اسطنبول عام 1905.كما تم تعيينه رئيسًا لدراجمان في العام 1907. وحصل فيتزموريس على رتبة سكرتير أول في العام 1908. تقاعد فيتزموريس من الخدمة القنصلية في العام 1921.
اتبع فيتزموريس الديانة المسيحية الكاثوليكية ودُفن في قبر بسيط في كنيسة سانت ماري الرومانية الكاثوليكية ، كينسال جرين في لندن.  